# ATC код N
|  |  | Інформація, розміщена на даній сторінці служить тільки для ознайомлення. Займатись самолікуванням без медичної освіти, категорично забороняється. |

## (N) Лікарські засоби для лікування захворювань нервової системи
ATX код N (англ. ATC code N), «Препарати для лікування захворювань нервової системи» — розділ системи літеро-цифрових кодів Анатомічно-терапевтично-хімічної класифікації, розроблений Всесвітньою організацією охорони здоров'я для класифікації ліків та інших медичних продуктів застосовуваних людьми. Подібну структуру мають також коди ветеринарного застосування (АТХвет коди), які побудовані шляхом розміщення літери Q перед відповідним людським АТХ кодом (наприклад: QA04…) та містяться в окремому списку. Національні АТХ-класифікації по кожній країні можуть дещо відрізнятися та зазвичай включають додаткові коди.

### (N01) Анестетики
| (N01A)    | Анестетики, загальні                          |
| (N01AA)   | Етери                                         |
| (N01AA01) | Діетиловий етер                               |
| (N01AA02) | Вініловий ефір                                |
| (N01AB)   | Галогенові вуглеводні                         |
| (N01AB01) | Галотан                                       |
| (N01AB02) | Хлороформ                                     |
| (N01AB04) | Енфлуран                                      |
| (N01AB05) | Трихлоретилен                                 |
| (N01AB06) | Ізофлуран                                     |
| (N01AB07) | Десфлюран                                     |
| (N01AB08) | Севофлюран                                    |
| (N01AF)   | Барбітурати, звичайні                         |
| (N01AF01) | Метогексітал                                  |
| (N01AF02) | Гексобарбітал                                 |
| (N01AF03) | Тіопентал                                     |
| (N01AG)   | Барбітурати в комбінації з іншими препаратами |
| (N01AG01) | Наркобарбітал                                 |
| (N01AH)   | Опіоїди анестетики                            |
| (N01AH01) | Фентаніл                                      |
| (N01AH02) | Алфентаніл                                    |
| (N01AH03) | Суфентаніл                                    |
| (N01AH04) | Феноперідін                                   |
| (N01AH05) | Анілерідін                                    |
| (N01AH06) | Реміфентаніл                                  |
| (N01AH51) | Фентаніл, комбінації                          |
| (N01AX)   | Інші загальні анестетики                      |
| (N01AX03) | Кетамін                                       |
| (N01AX04) | Пропанідід                                    |
| (N01AX05) | Альфаксалон                                   |
| (N01AX07) | Етомідат                                      |
| (N01AX10) | Пропофол                                      |
| (N01AX11) | Оксибутират натрію                            |
| (N01AX13) | Оксид азоту(I)                                |
| (N01AX14) | Ескетамін                                     |
| (N01AX15) | Ксенон                                        |
| (N01AX63) | Оксид азоту(I), комбінації                    |
| (N01B)    | Анестетики, місцеві                           |
| (N01BA)   | Естери амінобензойних кислот                  |
| (N01BA01) | Метабутетамін                                 |
| (N01BA02) | Прокаїн                                       |
| (N01BA03) | Тетракаїн                                     |
| (N01BA04) | Хлоропрокаїн                                  |
| (N01BA05) | Бензокаїн                                     |
| (N01BA52) | Прокаїн, комбінації                           |
| (N01BB)   | Аміди                                         |
| (N01BB01) | Бупівакаїн                                    |
| (N01BB02) | Лідокаїн                                      |
| (N01BB03) | Мепівакаїн                                    |
| (N01BB04) | Прайлокаїн                                    |
| (N01BB05) | Бутанілікаїн                                  |
| (N01BB06) | Цинхокаїн                                     |
| (N01BB07) | Етидокаїн                                     |
| (N01BB08) | Артикаїн                                      |
| (N01BB09) | Ропівакаїн                                    |
| (N01BB10) | Левобупівакаїн                                |
| (N01BB20) | Комбінації                                    |
| (N01BB51) | Бупівакаїн, комбінації                        |
| (N01BB52) | Лідокаїн, комбінації                          |
| (N01BB53) | Мепівакаїн, комбінації                        |
| (N01BB54) | Прайлокаїн, комбінації                        |
| (N01BB57) | Етидокаїн, комбінації                         |
| (N01BB58) | Артикаїн, комбінації                          |
| (N01BC)   | Естери бензойної кислоти                      |
| (N01BC01) | Кокаїн                                        |
| (N01BX)   | Інші місцеві анестетики                       |
| (N01BX01) | Хлористий етил                                |
| (N01BX02) | Діклонін                                      |
| (N01BX03) | Фенол                                         |
| (N01BX04) | Капсаїцин                                     |

### (N02)Анальгетики
| (N02A)    | Опіоїди                                                          |
| (N02AA)   | Природні опіумні алкалоїди                                       |
| (N02AA01) | Морфін                                                           |
| (N02AA02) | Опіум                                                            |
| (N02AA03) | Гідроморфон                                                      |
| (N02AA04) | Нікоморфін                                                       |
| (N02AA05) | Оксикодон                                                        |
| (N02AA08) | Дигідрокодеїн                                                    |
| (N02AA10) | Папаверетум                                                      |
| (N02AA51) | Морфін, комбінації                                               |
| (N02AA55) | Оксикодон, комбінації                                            |
| (N02AA58) | Дігідрокодеїн, комбінації                                        |
| (N02AA59) | Кодеїн, виключаючі комбінації з психолептиками                   |
| (N02AA79) | Кодеїн, комбінації з психолептиками                              |
| (N02AB)   | Похідні фенілпіперідинів                                         |
| (N02AB01) | Кетобемідон                                                      |
| (N02AB02) | Петідин                                                          |
| (N02AB03) | Фентаніл                                                         |
| (N02AB52) | Петідин, виключаючі комбінації з психолептиками                  |
| (N02AB72) | Петідин, комбінації з психолептиками                             |
| (N02AC)   | Похідні дифенілпропіламінів                                      |
| (N02AC01) | Декстроморамід                                                   |
| (N02AC03) | Піритрамід                                                       |
| (N02AC04) | Декстропропоксифен                                               |
| (N02AC05) | Безитрамід                                                       |
| (N02AC52) | Метадон, виключаючі комбінації з психолептиками                  |
| (N02AC54) | Декстропропоксифен, виключаючі комбінації з психолептиками       |
| (N02AC74) | Декстропропоксифен, комбінації з психолептиками                  |
| (N02AD)   | Похідні бензоморфанів                                            |
| (N02AD01) | Пентазоцин                                                       |
| (N02AD02) | Феназоцин                                                        |
| (N02AE)   | Похідні орипавінів                                               |
| (N02AE01) | Бупренорфін                                                      |
| (N02AF)   | Похідні морфінанів                                               |
| (N02AF01) | Буторфанол                                                       |
| (N02AF02) | Налбуфін                                                         |
| (N02AG)   | Опіоїди в поєднанні з антиспазмодіками                           |
| (N02AG01) | Морфін та антиспазмодик                                          |
| (N02AG02) | Кетобемідон та антиспазмодик                                     |
| (N02AG03) | Петідин та антиспазмодик                                         |
| (N02AG04) | Гідроморфон та антиспазмодик                                     |
| (N02AX)   | Інші опіоїди                                                     |
| (N02AX01) | Тилідин                                                          |
| (N02AX02) | Трамадол                                                         |
| (N02AX03) | Дезоцин                                                          |
| (N02AX05) | Мептазинол                                                       |
| (N02AX06) | Тапентадол                                                       |
| (N02AX52) | Трамадол, комбінації                                             |
| (N02B)    | Інші анальгетики та антипіретики                                 |
| (N02BA)   | Саліцилова кислота та її похідні                                 |
| (N02BA01) | Ацетилсаліцилова кислота                                         |
| (N02BA02) | Алоксіпрін                                                       |
| (N02BA03) | Саліцилат холіну                                                 |
| (N02BA04) | Саліцилат натрію                                                 |
| (N02BA05) | Саліциламід                                                      |
| (N02BA06) | Салсалат                                                         |
| (N02BA07) | Етхензамід                                                       |
| (N02BA08) | Саліцилат морфоліну                                              |
| (N02BA09) | Дипіроцетіл                                                      |
| (N02BA10) | Бенорілат                                                        |
| (N02BA11) | Діфлунізал                                                       |
| (N02BA12) | Саліцилат калію                                                  |
| (N02BA14) | Гуацетісал                                                       |
| (N02BA15) | Карбасалат кальцію                                               |
| (N02BA16) | Саліцилат імідазолу                                              |
| (N02BA51) | Ацетилсаліцилова кислота, виключаючі комбінації з психолептиками |
| (N02BA55) | Саліциламід, виключаючі комбінації з психолептиками              |
| (N02BA57) | Етхензамід, виключаючі комбінації з психолептиками               |
| (N02BA59) | Дипіроцетіл, виключаючі комбінації з психолептиками              |
| (N02BA65) | Карбасалат кальцію, виключаючі комбінації з психолептиками       |
| (N02BA71) | Ацетилсаліцилова кислота, комбінації з психолептиками            |
| (N02BA75) | Саліциламід, комбінації з психолептиками                         |
| (N02BA77) | Етхензамід, комбінації з психолептиками                          |
| (N02BA79) | Дипіроцетіл, комбінації з психолептиками                         |
| (N02BB)   | Піразолон                                                        |
| (N02BB01) | Антипірин                                                        |
| (N02BB02) | Анальгін метамізол натрію                                        |
| (N02BB03) | Амінофеназон                                                     |
| (N02BB04) | Пропіфеназон                                                     |
| (N02BB05) | Ніфеназон                                                        |
| (N02BB51) | Феназон, виключаючі комбінації з психолептиками                  |
| (N02BB52) | Метамізол натрію, виключаючі комбінації з психолептиками         |
| (N02BB53) | Амінофеназон, виключаючі комбінації з психолептиками             |
| (N02BB54) | Пропіфеназон, виключаючі комбінації з психолептиками             |
| (N02BB71) | Феназон, комбінації з психолептиками                             |
| (N02BB72) | Метамізол натрію, комбінації з психолептиками                    |
| (N02BB73) | Амінофеназон, комбінації з психолептиками                        |
| (N02BB74) | Пропіфеназон, комбінації з психолептиками                        |
| (N02BE)   | Аніліди                                                          |
| (N02BE01) | Парацетамол                                                      |
| (N02BE03) | Фенацетин                                                        |
| (N02BE04) | Буцетин                                                          |
| (N02BE05) | Пропакетамол                                                     |
| (N02BE51) | Парацетамол, виключаючі комбінації з психолептиками              |
| (N02BE53) | Фенацетин, виключаючі комбінації з психолептиками                |
| (N02BE54) | Буцетин, виключаючі комбінації з психолептиками                  |
| (N02BE71) | Парацетамол, комбінації з психолептиками                         |
| (N02BE73) | Фенацетин, комбінації з психолептиками                           |
| (N02BE74) | Буцетин, комбінації з психолептиками                             |
| (N02BG)   | Інші анальгетики та антипіретики                                 |
| (N02BG02) | Рімазоліум                                                       |
| (N02BG03) | Глафенін                                                         |
| (N02BG04) | Флоктафенін                                                      |
| (N02BG05) | Вімінол                                                          |
| (N02BG06) | Нефопам                                                          |
| (N02BG07) | Флупіртин                                                        |
| (N02BG08) | Ціконотід                                                        |
| (N02BG09) | Метоксифлуран                                                    |
| (N02BG10) | Канабіноїди (включаючи набіксімолс)                              |
| (N02C)    | Протимігренієві препарати                                        |
| (N02CA)   | Алкалоїди ріжків                                                 |
| (N02CA01) | Дигідроерготамін                                                 |
| (N02CA02) | Ерготамін                                                        |
| (N02CA04) | Метілзергід                                                      |
| (N02CA07) | Лізурид                                                          |
| (N02CA51) | Дигідроерготамін, комбінації                                     |
| (N02CA52) | Ерготамін, виключаючі комбінації з психолептиками                |
| (N02CA72) | Ерготамін, комбінації з психолептиками                           |
| (N02CB)   | Похідні кортикостероїдів                                         |
| (N02CB01) | Флумедроксон                                                     |
| (N02CC)   | Селективний серотонін (5-HT1) агоністами                         |
| (N02CC01) | Суматриптан                                                      |
| (N02CC02) | Наратриптан                                                      |
| (N02CC03) | Золмітриптан                                                     |
| (N02CC04) | Різатріптан                                                      |
| (N02CC05) | Альмотріптан                                                     |
| (N02CC06) | Елетриптан                                                       |
| (N02CC07) | Фроватріптан                                                     |
| (N02CX)   | Інші протимігренієві препарати                                   |
| (N02CX01) | Пізотифен                                                        |
| (N02CX02) | Клонідин                                                         |
| (N02CX03) | Іпразохром                                                       |
| (N02CX05) | Діметотіазін                                                     |
| (N02CX06) | Оксеторон                                                        |

### (N03) Протиепілептичні препарати
| (N03A)    | Протиепілептичні препарати                   |
| (N03AA)   | Барбітурати та його похідні                  |
| (N03AA01) | Метілфенобарбітал                            |
| (N03AA02) | Фенобарбітал                                 |
| (N03AA03) | Примідон                                     |
| (N03AA04) | Барбексаклон                                 |
| (N03AA30) | Метарбітал                                   |
| (N03AB)   | Похідні гідантоїнів                          |
| (N03AB01) | Етотоїн                                      |
| (N03AB02) | Фенітоїн                                     |
| (N03AB03) | Аміно (дифенілгідантоїн) валеріянова кислота |
| (N03AB04) | Мефенітоїн                                   |
| (N03AB05) | Фосфенотоїн                                  |
| (N03AB52) | Фенітоїн, комбінації                         |
| (N03AB54) | Мефенітоїн, комбінації                       |
| (N03AC)   | Похідні оксазолідинів                        |
| (N03AC01) | Параметхадіон                                |
| (N03AC02) | Триметадион                                  |
| (N03AC03) | Етадіон                                      |
| (N03AD)   | Похідні сукцинімідів                         |
| (N03AD01) | Етосуксимід                                  |
| (N03AD02) | Фенсуксимід                                  |
| (N03AD03) | Месуксимід                                   |
| (N03AD51) | Етосуксимід, комбінації                      |
| (N03AE)   | Похідні бензодіазепінів                      |
| (N03AE01) | Клоназепам                                   |
| (N03AF)   | Похідні карбоксамідів                        |
| (N03AF01) | Карбамазепін                                 |
| (N03AF02) | Окскарбазепін                                |
| (N03AF03) | Руфінамід                                    |
| (N03AF04) | Еслікарбазепін                               |
| (N03AG)   | Похідні жирних кислот                        |
| (N03AG01) | Вальпроєва кислота                           |
| (N03AG02) | Вальпромід                                   |
| (N03AG03) | Аміномасляна кислота                         |
| (N03AG04) | Вігабатрин                                   |
| (N03AG05) | Прогабід                                     |
| (N03AG06) | Тіагабін                                     |
| (N03AX)   | Інші протиепілептичні препарати              |
| (N03AX03) | Сультіам                                     |
| (N03AX07) | Фенацемід                                    |
| (N03AX09) | Ламотригін                                   |
| (N03AX10) | Фелбамат                                     |
| (N03AX11) | Топірамат                                    |
| (N03AX12) | Габапентин                                   |
| (N03AX13) | Фенетурід                                    |
| (N03AX14) | Леветирацетам                                |
| (N03AX15) | Зонісамід                                    |
| (N03AX16) | Прегабалін                                   |
| (N03AX17) | Стіріпентол                                  |
| (N03AX18) | Лакосамід                                    |
| (N03AX19) | Карісбамат                                   |
| (N03AX21) | Ретігабін                                    |
| (N03AX22) | Перампанель                                  |
| (N03AX30) | Бекламід                                     |

### (N04)Протипаркінсонічні препарати
| (N04A)    | Антихолінергічні засоби                              |
| (N04AA)   | Третинні аміни                                       |
| (N04AA01) | Тригексифенідил                                      |
| (N04AA02) | Біпериден                                            |
| (N04AA03) | Метіксен                                             |
| (N04AA04) | Проциклідин                                          |
| (N04AA05) | Профенамін                                           |
| (N04AA08) | Дексетимід                                           |
| (N04AA09) | Фенглутаримід                                        |
| (N04AA10) | Мазатікол                                            |
| (N04AA11) | Борнапрін                                            |
| (N04AA12) | Тропатепін                                           |
| (N04AB)   | Етери, хімічно близькі до антигістамінних препаратів |
| (N04AB01) | Етанаутін                                            |
| (N04AB02) | Орфенадрін (chloride)                                |
| (N04AC)   | Етери тропінів або похідних тропінів                 |
| (N04AC01) | Бензатропін                                          |
| (N04AC30) | Етібензатропін                                       |
| (N04B)    | Допамінергічні засоби                                |
| (N04BA)   | Допа та похідні допа                                 |
| (N04BA01) | Леводопа                                             |
| (N04BA02) | Леводопа та Інгібітор декарбоксилаза                 |
| (N04BA03) | Леводопа, інгібітор декарбоксилаза та Інгібітор COMT |
| (N04BA04) | Мелеводопа                                           |
| (N04BA05) | Мелеводопа та інгібітор декарбоксилаза               |
| (N04BA06) | Етілеводопа та інгібітор декарбоксилаза              |
| (N04BB)   | Похідні адамантанів                                  |
| (N04BB01) | Амантадин                                            |
| (N04BC)   | Агоніст допаміну                                     |
| (N04BC01) | Бромокриптин                                         |
| (N04BC02) | Перголід                                             |
| (N04BC03) | Дигідроергокриптін мезілат                           |
| (N04BC04) | Ропінірол                                            |
| (N04BC05) | Праміпексол                                          |
| (N04BC06) | Каберголін                                           |
| (N04BC07) | Апоморфін                                            |
| (N04BC08) | Пірибедил                                            |
| (N04BC09) | Ротиготин                                            |
| (N04BD)   | Інгібітори моноаміноксидази B                        |
| (N04BD01) | Селегілін                                            |
| (N04BD02) | Разагілін                                            |
| (N04BX)   | Інші допамінергічні засоби                           |
| (N04BX01) | Толкапон                                             |
| (N04BX02) | Ентакапон                                            |
| (N04BX03) | Будипін                                              |

### (N05)Психолептики[en]
| (N05A)    | Антипсихотичні препарати                                             |
| (N05AA)   | Фенотіазин з аліфатичним бічним ланцюгом                             |
| (N05AA01) | Хлорпромазин                                                         |
| (N05AA02) | Левомепромазин                                                       |
| (N05AA03) | Промазин                                                             |
| (N05AA04) | Ацепромазин                                                          |
| (N05AA05) | Трифлюпромазин                                                       |
| (N05AA06) | Ціамемазин                                                           |
| (N05AA07) | Хлорпроетазин                                                        |
| (N05AB)   | Фенотіазин зі структурою піперазину                                  |
| (N05AB01) | Діксіразин                                                           |
| (N05AB02) | Флуфеназин                                                           |
| (N05AB03) | Перфеназин                                                           |
| (N05AB04) | Прохлорперазин                                                       |
| (N05AB05) | Тіопропазат                                                          |
| (N05AB06) | Трифлуоперазин                                                       |
| (N05AB07) | Ацетофеназин                                                         |
| (N05AB08) | Тіопроперазин                                                        |
| (N05AB09) | Бутаперазин                                                          |
| (N05AB10) | Перазин                                                              |
| (N05AC)   | Фенотіазин зі структурою піперидину                                  |
| (N05AC01) | Періціазин                                                           |
| (N05AC02) | Тіоридазин                                                           |
| (N05AC03) | Месорідазин                                                          |
| (N05AC04) | Піпотіазин                                                           |
| (N05AD)   | Похідні бутирофенону                                                 |
| (N05AD01) | Галоперидол                                                          |
| (N05AD02) | Тріфлуперідол                                                        |
| (N05AD03) | Мелперон                                                             |
| (N05AD04) | Моперон                                                              |
| (N05AD05) | Піпамперон                                                           |
| (N05AD06) | Бромперідол                                                          |
| (N05AD07) | Бенперідол                                                           |
| (N05AD08) | Дроперідол                                                           |
| (N05AD09) | Флуанісон                                                            |
| (N05AE)   | Похідні індолу                                                       |
| (N05AE01) | Оксіпертін                                                           |
| (N05AE02) | Моліндон                                                             |
| (N05AE03) | Сертиндол                                                            |
| (N05AE04) | Зипразидон                                                           |
| (N05AE05) | Луразидон                                                            |
| (N05AF)   | Похідні тіоксантенів                                                 |
| (N05AF01) | Флюпентиксол                                                         |
| (N05AF02) | Клопентиксол                                                         |
| (N05AF03) | Хлорпротиксен                                                        |
| (N05AF04) | Тіотиксен                                                            |
| (N05AF05) | Зуклопентиксол                                                       |
| (N05AG)   | Похідні дифенілбутилпіперидинів                                      |
| (N05AG01) | Флуспірілен                                                          |
| (N05AG02) | Пімозид                                                              |
| (N05AG03) | Пенфлурідол                                                          |
| (N05AH)   | Діазепін, оксазепін, тхіазепіне та оксепін                           |
| (N05AH01) | Локсапін                                                             |
| (N05AH02) | Клозапін                                                             |
| (N05AH03) | Оланзапін                                                            |
| (N05AH04) | Кветіапін                                                            |
| (N05AH05) | Азенапін                                                             |
| (N05AH06) | Клотіапін                                                            |
| (N05AL)   | Бензамід                                                             |
| (N05AL01) | Сульпірид                                                            |
| (N05AL02) | Сультоприд                                                           |
| (N05AL03) | Тіаприд                                                              |
| (N05AL04) | Ремоксіприд                                                          |
| (N05AL05) | Амісульприд                                                          |
| (N05AL06) | Вераліприд                                                           |
| (N05AL07) | Левосульпірид                                                        |
| (N05AN)   | Літій                                                                |
| (N05AN01) | Літій                                                                |
| (N05AX)   | Інші антипсихотичні препарати                                        |
| (N05AX07) | Протіпенділ                                                          |
| (N05AX08) | Рісперидон                                                           |
| (N05AX10) | Мосапрамін                                                           |
| (N05AX11) | Зотепін                                                              |
| (N05AX12) | Арипіпразол                                                          |
| (N05AX13) | Паліперидон                                                          |
| (N05AX14) | Ілоперидон                                                           |
| (N05AX15) | Карипразин                                                           |
| (N05B)    | Анксіолітик                                                          |
| (N05BA)   | Похідні бензодіазепінів                                              |
| (N05BA01) | Діазепам                                                             |
| (N05BA02) | Хлордіазепоксид                                                      |
| (N05BA03) | Медазепам                                                            |
| (N05BA04) | Оксазепам                                                            |
| (N05BA05) | Клоразепат калію                                                     |
| (N05BA06) | Лоразепам                                                            |
| (N05BA07) | Адіназолам                                                           |
| (N05BA08) | Бромазепам                                                           |
| (N05BA09) | Клобазам                                                             |
| (N05BA10) | Кетазолам                                                            |
| (N05BA11) | Празепам                                                             |
| (N05BA12) | Алпразолам                                                           |
| (N05BA13) | Галазепам                                                            |
| (N05BA14) | Піназепам                                                            |
| (N05BA15) | Камазепам                                                            |
| (N05BA16) | Нордазепам                                                           |
| (N05BA17) | Флудіазепам                                                          |
| (N05BA18) | Лофлазепат етиловий                                                  |
| (N05BA19) | Етізолам                                                             |
| (N05BA21) | Клотіазепам                                                          |
| (N05BA22) | Клоксазолам                                                          |
| (N05BA23) | Тофізопам                                                            |
| (N05BA56) | Лоразепам, комбінації                                                |
| (N05BB)   | Похідні дифенілметану                                                |
| (N05BB01) | Гідроксизин                                                          |
| (N05BB02) | Каптодіам                                                            |
| (N05BB51) | Гідроксизин, комбінації                                              |
| (N05BC)   | Карбамати                                                            |
| (N05BC01) | Мепробамат                                                           |
| (N05BC03) | Емількамат                                                           |
| (N05BC04) | Мебутамат                                                            |
| (N05BC51) | Мепробамат, комбінації                                               |
| (N05BD)   | Похідні дибензо-біцикло-октадіену                                    |
| (N05BD01) | Бензоктамін                                                          |
| (N05BE)   | Похідні азаспіродеканедіонів                                         |
| (N05BE01) | Буспірон                                                             |
| (N05BX)   | Інші анксіолітики                                                    |
| (N05BX01) | Мефеноксалон                                                         |
| (N05BX02) | Гедокарніл                                                           |
| (N05BX03) | Етифоксин                                                            |
| (N05BX04) | Фабомотизол                                                          |
| (N05C)    | Гіпнотичні та седативні засоби                                       |
| (N05CA)   | Барбітурати, звичайні                                                |
| (N05CA01) | Пентобарбітал                                                        |
| (N05CA02) | Амобарбітал                                                          |
| (N05CA03) | Бутобарбітал                                                         |
| (N05CA04) | Барбітал                                                             |
| (N05CA05) | Апробарбітал                                                         |
| (N05CA06) | Секобарбітал                                                         |
| (N05CA07) | Талбутал                                                             |
| (N05CA08) | Вінілбітал                                                           |
| (N05CA09) | Вінбарбітал                                                          |
| (N05CA10) | Циклобарбітал                                                        |
| (N05CA11) | Гептабарбітал                                                        |
| (N05CA12) | Репосал                                                              |
| (N05CA15) | Метогексітал                                                         |
| (N05CA16) | Гексобарбітал                                                        |
| (N05CA19) | Тіопентал                                                            |
| (N05CA20) | Еталлобарбітал                                                       |
| (N05CA21) | Аллобарбітал                                                         |
| (N05CA22) | Проксібарбал                                                         |
| (N05CB)   | Барбітурати, комбінації                                              |
| (N05CB01) | Комбінації барбітуратів                                              |
| (N05CB02) | Барбітурати в комбінації з іншими препаратами                        |
| (N05CC)   | Альдегіди та їх похідні                                              |
| (N05CC01) | Хлоральгідрат                                                        |
| (N05CC02) | Хлоралодол                                                           |
| (N05CC03) | Ацетілгліцинамід хлоральгідрат                                       |
| (N05CC04) | Діхлоральфеназон                                                     |
| (N05CC05) | Паральдегід                                                          |
| (N05CD)   | Похідні бензодіазепінів                                              |
| (N05CD01) | Флуразепам                                                           |
| (N05CD02) | Нітразепам                                                           |
| (N05CD03) | Флунітразепам                                                        |
| (N05CD04) | Естазолам                                                            |
| (N05CD05) | Тріазолам                                                            |
| (N05CD06) | Лорметазепам                                                         |
| (N05CD07) | Темазепам                                                            |
| (N05CD08) | Мідазолам                                                            |
| (N05CD09) | Бротізолам                                                           |
| (N05CD10) | Квазепам                                                             |
| (N05CD11) | Лопразолам                                                           |
| (N05CD12) | Доксефазепам                                                         |
| (N05CD13) | Цинолазепам                                                          |
| (N05CE)   | Похідні піперідинедіонів                                             |
| (N05CE01) | Глутетхімід                                                          |
| (N05CE02) | Метипрілон                                                           |
| (N05CE03) | Пирітилдіон                                                          |
| (N05CF)   | Бензодіазепінові пов'язані препарати                                 |
| (N05CF01) | Зопіклон                                                             |
| (N05CF02) | Золпідем                                                             |
| (N05CF03) | Залеплон                                                             |
| (N05CF04) | Есзопіклон                                                           |
| (N05CH)   | Агоністи рецепторів мелатоніну                                       |
| (N05CH01) | Мелатонін                                                            |
| (N05CH02) | Рамелтеон                                                            |
| (N05CM)   | Інші гіпнотичні та седативні засоби                                  |
| (N05CM01) | Метаквалон                                                           |
| (N05CM02) | Клометіазол                                                          |
| (N05CM03) | Бромізовал                                                           |
| (N05CM04) | Карбромал                                                            |
| (N05CM05) | Скополамін                                                           |
| (N05CM06) | Пропіомазін                                                          |
| (N05CM07) | Тріклофос                                                            |
| (N05CM08) | Етхлорвінол                                                          |
| (N05CM09) | Валеріана лікарська                                                  |
| (N05CM10) | Гексапропімат                                                        |
| (N05CM11) | Броміди                                                              |
| (N05CM12) | Апронал                                                              |
| (N05CM13) | Валноктамід                                                          |
| (N05CM15) | Метілпентінол                                                        |
| (N05CM16) | Ніапразін                                                            |
| (N05CM18) | Дексмедетомідін                                                      |
| (N05CX)   | Гіпнотичні та седативні засоби в поєднанні, за винятком барбітуратів |
| (N05CX01) | Мепробамат, комбінації                                               |
| (N05CX02) | Метаквалон, комбінації                                               |
| (N05CX03) | Метілпентінол, комбінації                                            |
| (N05CX04) | Клометіазол, комбінації                                              |
| (N05CX05) | Емепроній, комбінації                                                |
| (N05CX06) | Діпіпероніламіноетанол, комбінації                                   |

### (N06)Психоаналептики[en][психостимулятори]
| (N06A)    | Антидепресант                                                                           |
| (N06AA)   | Неселективні інгібітори зворотного захоплення моноамінів                                |
| (N06AA01) | Дезипрамін                                                                              |
| (N06AA02) | Іміпрамін                                                                               |
| (N06AA03) | Іміпраміноксид                                                                          |
| (N06AA04) | Кломіпрамін                                                                             |
| (N06AA05) | Опіпрамол                                                                               |
| (N06AA06) | Триміпрамін                                                                             |
| (N06AA07) | Лофепрамін                                                                              |
| (N06AA08) | Дібензепін                                                                              |
| (N06AA09) | Амітриптилін                                                                            |
| (N06AA10) | Нортріптилін                                                                            |
| (N06AA11) | Протріптилін                                                                            |
| (N06AA12) | Доксепін                                                                                |
| (N06AA13) | Іпріндол                                                                                |
| (N06AA14) | Мелітрацен                                                                              |
| (N06AA15) | Бутріптілін                                                                             |
| (N06AA16) | Досулепін                                                                               |
| (N06AA17) | Амоксапін                                                                               |
| (N06AA18) | Діметакрін                                                                              |
| (N06AA19) | Амінептин                                                                               |
| (N06AA21) | Мапротилін                                                                              |
| (N06AA23) | Квінупрамін                                                                             |
| (N06AB)   | Селективні інгібітори зворотного захоплення серотоніну                                  |
| (N06AB02) | Зімелідин                                                                               |
| (N06AB03) | Флуоксетин                                                                              |
| (N06AB04) | Циталопрам                                                                              |
| (N06AB05) | Пароксетин                                                                              |
| (N06AB06) | Сертралін                                                                               |
| (N06AB07) | Алапроклат                                                                              |
| (N06AB08) | Флувоксамін                                                                             |
| (N06AB09) | Етоперидон                                                                              |
| (N06AB10) | Есциталопрам                                                                            |
| (N06AF)   | Інгібітори моноаміноксидази, неселективні                                               |
| (N06AF01) | Ісокарбоксазід                                                                          |
| (N06AF02) | Ніаламід                                                                                |
| (N06AF03) | Фенелзін                                                                                |
| (N06AF04) | Транілципромін                                                                          |
| (N06AF05) | Іпроніазід                                                                              |
| (N06AF06) | Іпроклозід                                                                              |
| (N06AG)   | Інгібітори моноаміноксидази A                                                           |
| (N06AG02) | Моклобемід                                                                              |
| (N06AG03) | Толоксатон                                                                              |
| (N06AX)   | Інші антидепресанти                                                                     |
| (N06AX01) | Оксітріптан                                                                             |
| (N06AX02) | Триптофан                                                                               |
| (N06AX03) | Міансерин                                                                               |
| (N06AX04) | Номіфензин                                                                              |
| (N06AX05) | Тразодон                                                                                |
| (N06AX06) | Нефазодон                                                                               |
| (N06AX07) | Мінапрін                                                                                |
| (N06AX08) | Біфемелан                                                                               |
| (N06AX09) | Вілоксазин                                                                              |
| (N06AX10) | Оксафлозан                                                                              |
| (N06AX11) | Міртазапін                                                                              |
| (N06AX12) | Бупропіон                                                                               |
| (N06AX13) | Медіфоксаміне                                                                           |
| (N06AX14) | Тіанептин                                                                               |
| (N06AX15) | Півагабін                                                                               |
| (N06AX16) | Венлафаксин                                                                             |
| (N06AX17) | Мілнаципран                                                                             |
| (N06AX18) | Ребоксетин                                                                              |
| (N06AX19) | Гепірон                                                                                 |
| (N06AX21) | Дулоксетин                                                                              |
| (N06AX22) | Агомелатин                                                                              |
| (N06AX23) | Десвенлафаксин                                                                          |
| (N06AX24) | Вілазодон                                                                               |
| (N06AX25) | Звіробієві трави                                                                        |
| (N06AX26) | Вортіоксетин                                                                            |
| (N06AX31) | Зуранолон                                                                               |
| (N06B)    | Психостимулятори, засоби, що використовуються для лікування СПАУ та ноотропні препарати |
| (N06BA)   | Центрально діючі симпатоміметичні препарати                                             |
| (N06BA01) | Амфетамін                                                                               |
| (N06BA02) | Декамфетамін                                                                            |
| (N06BA03) | Декстрометамфетамін                                                                     |
| (N06BA04) | Метилфенідат                                                                            |
| (N06BA05) | Пемолін                                                                                 |
| (N06BA06) | Фенкамфамін                                                                             |
| (N06BA07) | Модафініл                                                                               |
| (N06BA08) | Фенозолон                                                                               |
| (N06BA09) | Атомоксетин                                                                             |
| (N06BA10) | Фенетилін                                                                               |
| (N06BA11) | Дексметілфенідат                                                                        |
| (N06BA12) | Лісдексамфетамін                                                                        |
| (N06BA13) | Армодафініл                                                                             |
| (N06BC)   | Похідні ксантину                                                                        |
| (N06BC01) | Кофеїн                                                                                  |
| (N06BC02) | Пропентофілін                                                                           |
| (N06BX)   | Інші психостимулятори та ноотропні препарати                                            |
| (N06BX01) | Меклофеноксат                                                                           |
| (N06BX02) | Піритинол                                                                               |
| (N06BX03) | Пірацетам                                                                               |
| (N06BX04) | Деанол                                                                                  |
| (N06BX05) | Фіпексід                                                                                |
| (N06BX06) | Цитиколін                                                                               |
| (N06BX07) | Оксірацетам                                                                             |
| (N06BX08) | Пірисуданол                                                                             |
| (N06BX09) | Лінопірдін                                                                              |
| (N06BX10) | Нізофенон                                                                               |
| (N06BX11) | Анірацетам                                                                              |
| (N06BX12) | Ацетилкарнітин                                                                          |
| (N06BX13) | Ідебенон                                                                                |
| (N06BX14) | Пролінтан                                                                               |
| (N06BX15) | Піпрадрол                                                                               |
| (N06BX16) | Прамірацетам                                                                            |
| (N06BX17) | Адрафініл                                                                               |
| (N06BX18) | Вінпоцетін                                                                              |
| (N06BX21) | Мебікар                                                                                 |
| (N06BX22) | Фенібут                                                                                 |
| (N06C)    | Психолептики та психоаналептики в комбінаціях                                           |
| (N06CA)   | Антидепресанти в комбінаціях з психолептиками                                           |
| (N06CA01) | Амітриптилін та психолептики                                                            |
| (N06CA02) | Мелітрацен та психолептики                                                              |
| (N06CA03) | Флуоксетин та психолептики                                                              |
| (N06CB)   | Психостимулятори в комбінаціях з психолептиками                                         |
| (N06D)    | Препарати для лікування деменції                                                        |
| (N06DA)   | Антихолінестерази                                                                       |
| (N06DA01) | Тацрін                                                                                  |
| (N06DA02) | Донепезіл                                                                               |
| (N06DA03) | Рівастигмін                                                                             |
| (N06DA04) | Галантамін                                                                              |
| (N06DA05) | Іпідакрін                                                                               |
| (N06DA52) | Донепезіл та мемантін                                                                   |
| (N06DA53) | Донепезіл, мемантін та листя гінкго                                                     |
| (N06DX)   | Інші препарати для лікування деменції                                                   |
| (N06DX01) | Мемантін                                                                                |
| (N06DX02) | Листя гінкго                                                                            |
| (N06DX30) | Комбінації                                                                              |

### (N07) Інші препарати для лікування захворювань нервової системи
| (N07A)    | Парасимпатоміметичні препарати                            |
| (N07AA)   | Антихолінестерази                                         |
| (N07AA01) | Неостигмін                                                |
| (N07AA02) | Піридостигмін                                             |
| (N07AA03) | Дістігмін                                                 |
| (N07AA30) | Амбенонія                                                 |
| (N07AA51) | Неостигмін, комбінації                                    |
| (N07AB)   | Естери холіну                                             |
| (N07AB01) | Карбахол                                                  |
| (N07AB02) | Бетханехол                                                |
| (N07AX)   | Інші парасимпатоміметичні препарати                       |
| (N07AX01) | Пілокарпін                                                |
| (N07AX02) | Альфосцерат холін                                         |
| (N07AX03) | Цевімелін                                                 |
| (N07B)    | Препарати, що використовуються при адиктивних розладах    |
| (N07BA)   | Препарати, що використовуються при нікотиновій залежності |
| (N07BA01) | Нікотин                                                   |
| (N07BA03) | Вареніклін                                                |
| (N07BB)   | Препарати, що використовуються при алкогольній залежності |
| (N07BB01) | Дисульфірам                                               |
| (N07BB02) | Карбімід кальцію                                          |
| (N07BB03) | Акампросат                                                |
| (N07BB04) | Налтрексон                                                |
| (N07BB05) | Налмефен                                                  |
| (N07BC)   | Препарати, що використовуються при опіоїдній залежності   |
| (N07BC01) | Бупренорфін                                               |
| (N07BC02) | Метадон                                                   |
| (N07BC03) | Левацетилметадол                                          |
| (N07BC04) | Лофексідін                                                |
| (N07BC05) | Левометадон                                               |
| (N07BC06) | Діаморфін                                                 |
| (N07BC51) | Бупренорфін, комбінації                                   |
| (N07C)    | Препарати для лікування запаморочення                     |
| (N07CA)   | Препарати для лікування запаморочення                     |
| (N07CA01) | Бетагістин                                                |
| (N07CA02) | Цинаризин                                                 |
| (N07CA03) | Флунаризин                                                |
| (N07CA04) | Ацетілеуцин                                               |
| (N07CA52) | Цинаризин, комбінації                                     |
| (N07X)    | Інші препарати для лікування захворювань нервової системи |
| (N07XA)   | Гангліозиди та похідні гангліозидів                       |
| (N07XX)   | Інші препарати для лікування захворювань нервової системи |
| (N07XX01) | Тірілазад                                                 |
| (N07XX02) | Рилузол                                                   |
| (N07XX03) | Ксаліпроден                                               |
| (N07XX04) | Оксибат натрію                                            |
| (N07XX05) | Аміфампрідін                                              |
| (N07XX06) | Тетрабеназин                                              |
| (N07XX07) | Фампрідін                                                 |
| (N07XX08) | Тафамідіс                                                 |
| (N07XX09) | Діметілфумарат                                            |
| (N07XX10) | Лаквуінімод                                               |
| (N07XX59) | Декстрометорфан, комбінації                               |